# Маріетта (Пенсільванія)
Маріетта (англ. Marietta) — місто (англ. borough) в США, в окрузі Ланкастер штату Пенсільванія. Населення — 2623 особи (2020).

## Географія
Маріетта розташована за координатами 40°3′25″ пн. ш. 76°33′6″ зх. д. / 40.05694° пн. ш. 76.55167° зх. д. (40.057043, -76.551723).  За даними Бюро перепису населення США в 2010 році місто мало площу 1,95 км², з яких 1,93 км² — суходіл та 0,02 км² — водойми.

## Демографія
Згідно з переписом 2010 року, у селищі мешкало 2588 осіб у 1090 домогосподарствах у складі 699 родин. Густота населення становила 1326 осіб/км².  Було 1177 помешкань (603/км²).
Расовий склад населення:
| - 94,2 % — білих - 2,3 % — чорних або афроамериканців - 0,4 % — корінних американців - 0,2 % — азіатів - 1,3 % — осіб інших рас |

До двох чи більше рас належало 1,5 %. Частка іспаномовних становила 4,4 % від усіх жителів.
За віковим діапазоном населення розподілялося таким чином: 21,7 % — особи молодші 18 років, 67,1 % — особи у віці 18—64 років, 11,2 % — особи у віці 65 років та старші. Медіана віку мешканця становила 39,0 року. На 100 осіб жіночої статі у селищі припадало 98,5 чоловіків;  на 100 жінок у віці від 18 років та старших — 99,2 чоловіків також старших 18 років.
Середній дохід на одне домашнє господарство  становив 56 817 доларів США (медіана — 49 531), а середній дохід на одну сім'ю — 69 775 доларів (медіана — 65 200). Медіана доходів становила 45 580 доларів для чоловіків та 31 250 доларів для жінок. За межею бідності перебувало 11,3 % осіб, у тому числі 15,6 % дітей у віці до 18 років та 5,0 % осіб у віці 65 років та старших.
Цивільне працевлаштоване населення становило 1394 особи. Основні галузі зайнятості: виробництво — 22,8 %, освіта, охорона здоров'я та соціальна допомога — 17,9 %, роздрібна торгівля — 12,8 %, мистецтво, розваги та відпочинок — 10,4 %.